# فيرا سانتوس
فيرا سانتوس (بالبرتغالية: Vera Santos‏) هي منافسة ألعاب القوى برتغالية، ولدت في 3 ديسمبر 1981 في شنترين في البرتغال.

## وصلات خارجية
- فيرا سانتوس على موقع الاتحاد الدولي لألعاب القوى (الإنجليزية)
- فيرا سانتوس على موقع الاتحاد الأوروبي لألعاب القوى (الإنجليزية)
- فيرا سانتوس على موقع اللجنة الأولمبية الدولية (الإنجليزية)
- فيرا سانتوس على موقع أوليمبيديا (الإنجليزية)